# 岡野敏成
岡野 敏成（おかの としなり、1900年〈明治33年〉10月25日 - 1974年〈昭和49年〉9月6日）はよみうりテレビ代表取締役最高顧問。東京都出身。

## 経歴
1924年3月、慶応義塾大学を卒業と同時に大阪毎日新聞に入社。その後、時事新報、国民新聞と転々し、1934年に読売新聞に移籍。1949年、同社の取締役審議室長を務める。1963年5月によみうりテレビに移籍し専務取締役となる。1970年7月に同社の代表取締役社長に就任。1972年5月に最高顧問に退く。
1974年9月6日午後0時半、消化管出血のため、兵庫県芦屋市大原町11-5の伊藤外科病院で死亡（享年73歳）。

## 受賞歴
- 1972年 - 勲二等瑞宝章